# Тулансинго
Тулансинго (исп. Tulancingo) — город и административный центр муниципалитета Тулансинго-де-Браво в мексиканском штате Идальго. Численность населения, по данным переписи 2010 года, составила 102 406 человек.

## История
Город основан в 1869 году.